# Matthias Rose
Matthias Rose (* 24. Dezember 1970 in Lüneburg) ist ein ehemaliger deutscher Fußballspieler.

## Karriere
Beim Lüneburger SK begann Rose mit dem Fußballspielen. Über den ASV Bergedorf 85, bei dem er fünf Jahre verbrachte, kam er auf Initiative von Trainer Gerd-Volker Schock zum TuS Hoisdorf, der gerade in die Regionalliga Nord aufgestiegen war. Als Schock 1995 Amateurtrainer beim Hamburger SV wurde, holte er auch Innenverteidiger Rose. Rose absolvierte sein erstes Spiel in der Bundesliga für den Hamburger SV am 29. Spieltag der Saison 1995/96 beim 2:2 gegen Bayer 04 Leverkusen. Insgesamt absolvierte er sechs Spiele für die Hamburger in der deutschen Bundesliga. Die Saison 1997/98 verbrachte er beim SV Meppen in der 2. Bundesliga. 1998 wurde Rose erneut von Schock verpflichtet, der inzwischen Trainer des VfL Osnabrück war. 1998/99 wurde er mit dem VfL Meister der Regionalliga Nord, scheiterte jedoch in den Aufstiegsspielen zur 2. Bundesliga. 1999/2000 wurde man erneut Regionalligameister und stieg in die zweite Liga auf.
Nachdem er 2001 keinen neuen Vertrag bekommen hatte, wechselte Rose gemeinsam mit Kay Wenschlag und Lars Schiersand zu Holstein Kiel. Dort spielte er drei Jahre in der Regionalliga Nord. Nach einem einjährigen Gastspiel bei Preußen Münster holte ihn Heiko Flottmann als Trainer des VfL Osnabrück II für zwei Jahre zurück nach Osnabrück. Beim Brinkumer SV, TuS Syke und TSV Fischerhude ließ er seine 2013 endende Fußballerlaufbahn ausklingen.